# Гаймек
АТЗТ НВО «Гаймек» («Хаймек») (від англ. Hydraulic — гідравлічний, англ. mechanization — механізація) — акціонерне товариство закритого типу „Науково-виробниче об'єднання «Гаймек»“ досліджує, розробляє і впроваджує технології та апарати в галузі гідротранспорту сипучих матеріалів, зокрема вугілля, приготування нових видів палива на основі вугілля, зокрема висококонцентрованих водовугільних суспензій (ВВВС), розчинів для буріння тощо.
Створене у 1961 році, як експериментальна станція гідротранспорту Донецького науково-дослідного вугільного інституту — «ДонВУГІ». У 1967—1983 роках — відділ гідротранспорту Українського науково-дослідного та проектно-конструкторського інституту підземного гідравлічного видобутку вугілля — «Укрндігідровугілля»; у 1983—1991 роках — Донецький комплексний відділ і Донецьке відділення інституту «Вндпігідротрубопровід» НВО «Гідротрубопровід»; з вересня 1994 року — АТЗТ НВО «Гаймек».

## Напрями діяльності
Основні напрямки діяльності — розробка наукових основ і технологій, а також впровадження у різних галузях промисловості:
- гідравлічного трубопровідного транспорту твердих сипких матеріалів (вугілля, руд чорних і кольорових металів та концентратів руд, будівельних матеріалів, сировини для хімічної промисловості, промислових відходів та золошлаків теплових електростанцій тощо), а також розчинів;
- високонапірних відцентрових та поршневих насосів, у тому числі насосів для перекачування гідросумішей різного ступеня диспергування твердих матеріалів, зокрема вугілля, а також камерних (шлюзових) завантажувальних апаратів, ерліфтів, високонапірних секційних насосів для шахтного водовідливу та іншого гідравлічного обладнання;
- розробка та створення ерліфтно-земснарядних комплексів для видобутку піску, сапропелю та інших донних відкладів у річках, озерах та болотах, а також розчистки природних та штучних водоймищ;
- водовугільного палива (ВВП) — штучної композиційної паливної системи (суспензії), що створюється на основі особливим чином розмеленого вугілля будь-яких марок, високозольних вугільних шламів (відходів збагачення), що складають до 70 % за масою, а також води або будь-якої горючої рідини та 0,5—1,5 % хімічних домішок — пластифікаторів. Властивості ВВП задаються відповідно вимогам споживача, використовується воно як ефективна й екологічно чиста альтернатива природному газу та мазуту в малій та великій теплоенергетиці;
- емульсійно-паливних композицій (ЕПК) — нового виду рідкого палива з теплотою спалювання 7000—7500 ккал/кг, що являє собою емульсію важких нафтопродуктів з тонкодисперсною водною фазою, в яку за необхідністю додаються спеціальні хімічні домішки. Як основа для виготовлення ЕПК можуть використовуватись важкий мазут та високов'язкий компонент;
- вдосконалення технології та розробка ефективного обладнання для виготовлення і регенерації бурових розчинів з метою підвищення швидкості та зменшення вартості проходження бурових свердловин.

## Структура
До складу НВО «Гаймек» входять лабораторії гідротранспортних систем, гідромашин та сектор штучних паливних композицій. НВО «Гаймек» має необхідний науково-технічний потенціал, працює у співробітництві з такими закордонними фірмами, як НПО «Гідротрубопровід» (Росія), а також «Williams Technologies» і «Coal-Water Fuel Services» (США) і в межах основних напрямків своєї діяльності готове до виконання робіт для різних галузей промисловості на умовах «під ключ».
Генеральним директором компанії є Федір Папаяні.
Адреса: вул. Університетська, 93а, м. Донецьк, Україна, 83048.